# Acuerdo de Alto el Fuego y Separación de Fuerzas
El Acuerdo de Alto el Fuego y Separación de Fuerzas fue firmado por los contendientes de la guerra de Abjasia en Moscú el 14 de mayo de 1994. También es conocido como el Acuerdo de Moscú de 1994, y fue presenciado por los representantes de Naciones Unidas, Federación Rusa y la OSCE. El acuerdo fue reconocido por la Resolución 934 del Consejo de Seguridad de las Naciones Unidas.
Georgia y Abjasia acordaron el cese el fuego y la creación de una zona de seguridad libre de armas pesadas, que separen a las partes. Una fuerza de mantenimiento de paz de la Comunidad de Estados Independientes vigilaría el cumplimiento del acuerdo, con la ayuda de la Misión de Observación de las Naciones Unidas en Georgia (UNOMIG).

## Georgia declara la anulación del acuerdo
A finales de agosto, el ministro para la Reintegración anunció que Georgia anula el "Acuerdo de Alto el Fuego y Separación de Fuerzas" entrando en vigor la ley del parlamento georgiano de 18 de julio de 2006 "sobre el estacionamiento de fuerzas de pacificación en territorio georgiano", la ley de 28 de agosto de 2008 "sobre la ocupación de territorios de Georgia por parte de Rusia", y la Orden Extraordinaria de 27 de agosto de 2008.